# Гейм Андрій Костянтинович
 Андрі́й Костянти́нович Гейм (нар. 21 жовтня 1958) — вчений, відомий як один з першовідкривачів графену, член Лондонського королівського товариства, нобелівський лауреат 2010 року за експерименти з двовимірним матеріалом графеном (разом з Костею Новосьоловим). Інші відомі досягнення Гейма — винахід біометричної липкої стрічки, яка стала відомою як геконова стрічка та експерименти з левітацією, включно з «левітуванням жаби».

## Біографія
Андрій Гейм народився в 1958 в Сочі, в сім'ї інженерів німецького походження. Дідом А.Гейма був відомий громадський та політичний діяч часів становлення Української народної республіки, Микола Баєр (про репресії якого А. Гейм розповідає у своїй нобелівській біографії). Батько, Костянтин Олексійович Гейм (нар. 1910), з 1964 року працював головним інженером нальчицького електровакуумного заводу; мати, Ніна Миколаївна Баєр (нар. 1927), працювала головним технологом СКТБ на тому ж підприємстві. У 1975 Гейм закінчив середню школу № 3 міста Нальчик з «золотою медаллю» і спробував вступити до МІФІ, але його німецьке походження стало на заваді. Проте йому вдалося наступного року вступити до іншого радянського елітного ВНЗ — МФТІ.
З 1976 по 1982 Гейм навчався в Московському фізико-технічному інституті та здобув ступінь кандидата фізико-математичних наук в Інституті фізики твердого тіла (Російська академія наук). У 1990 отримав стипендію Лондонського королівського товариства і виїхав з Радянського Союзу. Працював постдокторальним дослідником у Чорноголовці, Ноттінгемському університеті, Університеті Бат, а також недовгий час в Копенгагенському університеті перед тим, як став професором університету Неймегена. З 2001 року працює в Манчестерському університеті. На 2010 рік — він керівник Манчестерського центру з «мезонауки та нанотехнологій», а також голова відділу з фізики конденсованого стану. Йому також присвоєно титул професор-дослідник Ленгворзі (цей титул також мали Ернест Резерфорд, Лоуренс Брегг та Патрік Блекетт).
Інститут фізики (Велика Британія) нагородив Гейма в 2007 році медаллю Мотта й премією за «відкриття нового класу матеріалів — двовимірних кристалів, а саме графену». Він також здобув престижну нагороду від Єврофізики «за відкриття та ізоляцію одноатомного шару графіту (графену) з його надзвичайними властивостями» (разом з Костею Новосьоловим).
У 2000 році Гейм здобув Іґнобелівську премію спільно з Майклом Беррі з Бристольського університету — за дослід з «левітуванням жаби» та за публікацію статті в співавторстві зі своїм хом'ячком («Хамстером», H.A.M.S. ter Tisha), як свідчить журнал «Nature Nanotechnology» (April 2008, page 179).

## Реакція на запрошення до Росії
Після здобуття Геймом Нобелівської премії директор департаменту міжнародного співробітництва фонду «Сколково» Олексій Ситников оголосив про намір запросити Гейма працювати у Сколково. На що Гейм заявив: 
| Ліві лапки | Що у вас там - люди зовсім з глузду з'їхали? Вважають, що якщо вони комусь відсипали мішок золота, то можна запрошувати всіх? | Праві лапки |

Андрій Гейм також повідомив, що не має російського громадянства й додав, що почувається у Великій Британії цілком комфортно. Він також висловив скептичне ставлення до спроб російського уряду створити в Росії аналог Кремнієвої долини.

## Вибрані публікації
- A.K. Geim, S.V. Dubonos, I.V. Grigorieva, K.S. Novoselov, F.M. Peeters & V.A. Schweigert. Non-Quantized Penetration of Magnetic Field in the Vortex State of Superconductors, Nature 406 (2000).
- K.S. Novoselov, A.K. Geim, S.V. Dubonos, E.W. Hill, I.V. Grigorieva. Subatomic Movements of a Domain Wall in the Peierls Potential, Nature 426, 812–816 (2003).
- A.K. Geim, S.V. Dubonos, I.V. Grigorieva, K.S. Novoselov, A.A. Zhukov, S.Y. Shapoval. Microfabricated Adhesive Mimicking Gecko Foot-Hair, Nature Materials 2, 461–463 (2003).
- A.K. Geim, K.S. Novoselov. The rise of graphene. Nature Materials 6, 183–191 (2007).